# Josephine Dunn
Mary Josephine Dunn (1 de mayo de 1906 - 3 de febrero de 1983) fue una actriz estadounidense que trabajó en obras teatrales y en películas durante la década de 1920 y 1930.

## Primeros años
Dunn nació en Nueva York y fue educada en el Convento de Santa Cruz.

## Carrera
La primera incursión de Dunn en el entretenimiento fue a los 14 años cuando se convirtió en miembro del coro en el Winter Garden Theatre. En lugar de regresar a la escuela, continuó con su carrera, apareciendo en casi 20 producciones, incluyendo Ziegfeld Follies. Sus apariciones en Broadway incluyen Between Two Worlds (1934), Take a Chance (1932), Pickwick (1927) y Dear Sir (1924).

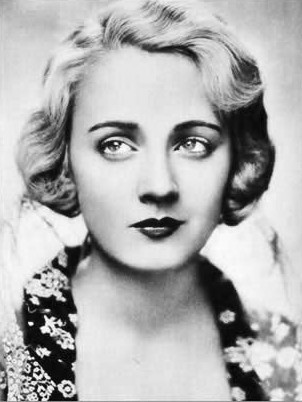
Photoplay, 1930

Dunn comenzó su carrera cinematográfica interpretando a Loris Lane en Fascinating Youth (1926) después de haber terminado su educación en la Paramount Pictures School. Luego pasó a tener papeles principales en Love's Greatest Mistake (1927) y Fireman, Save My Child (1927).
Después de haber estado inactiva durante 9 meses en la industria cinematográfica, Dunn firmó un contrato con Metro-Goldwyn-Mayer a largo plazo.
Apareció en 23 películas mudas, y en 1929 fue una de las 13 chicas nombradas como "WAMPAS Baby Stars", quién también incluía a Jean Arthur. En 1930 hizo una transición exitosa al cine sonoro, a diferencia de varios actores de cine mudo. En 1930 protagonizó Safety in Numbers (1930) juntó con Carole Lombard y Kathryn Crawford. Protagonizó 16 películas hasta 1932.

## Vida personal
Dunn se asoció con lo que se conocería como "Mesa redonda del Algonquín", quién incluía a Tallulah Bankhead.
En 1925, Dunn se casó con William P. Cameron en Elkton, Maryland. Quién trabajaba como ingeniero. Se divorciaron en 1928. Se casó con Clyde Greathouse, quién trabajaba como funcionario en una compañía petrolera, en Los Ángeles el 10 de enero de 1931, y se divorciaron el 26 de octubre de 1931. El 6 de enero de 1933, en Great Neck, Nueva York, se casó con Eugene J. Lewis, quién se divorció en 1935 para poder casarse con Carroll Case, quién era hijo de Frank Case, dueño del Hotel Algonquin en Nueva York, donde Dunn albergaba en la "Mesa redonda del Algonquín". Se retiró en 1938 y permaneció casada con Case hasta su muerte en 1978.

## Muerte
Dunn murió de cáncer el 3 de febrero de 1983 en Thousand Oaks, California, a los 76 años.

## Filmografía
| - Fascinating Youth (1926) - It's the Old Army Game (1926) - The Sorrows of Satan (1926) - Love's Greatest Mistake (1927) - Fireman, Save My Child (1927) - With Love and Hisses (1927) - Swim Girl, Swim (1927) - She's a Sheik (1927) - Get Your Man (1927) - Excess Baggage (1928) - The Singing Fool (1928) - We Americans (1928) - A Million for Love (1928) - All At Sea (1929) - Sin Sister (1929) - China Bound (1929) | - A Man's Man (1929) - Black Magic (1929) - Melody Lane (1929) - Our Modern Maidens (1929) - Red Hot Rhythm (1929) - Big Time (1929) - Safety in Numbers (1930) - Madonna of the Streets (1930) - Second Honeymoon (1930) - Two Kinds of Women (1932) - Murder at Dawn (1932) - Forbidden Company (1932) - One Hour With You (1932) - Big City Blues (1932) como Jackie DeVoe (Sin acreditar) - The Fighting Gentleman (1932) - Murder in the Library (1933) |